# Pont-Audemer
Pont-Audemer je naselje in občina v severnem francoskem departmaju Eure regije Zgornje Normandije. Naselje je leta 2007 imelo 8.718 prebivalcev.

## Geografija
Kraj leži v pokrajini Normandiji ob reki Risle, 52 km zahodno od Rouena.

## Uprava
Pont-Audemer je sedež istoimenskega kantona, v katerega so poleg njegove vključene še občine Campigny, Colletot, Corneville-sur-Risle, Fourmetot, Manneville-sur-Risle, Les Préaux, Saint-Germain-Village, Saint-Mards-de-Blacarville, Saint-Symphorien, Selles, Tourville-sur-Pont-Audemer, Toutainville in Triqueville s 17.911 prebivalci.
Kanton Pont-Audemer je sestavni del okrožja Bernay.

## Zanimivosti
- romansko-gotsko-renesančna cerkev sv. Audoina, francoski zgodovinski spomenik,
- Muzej francoskega zgodovinarja, arheologa in politika Alfreda Canela, z zbirkami iz srednjega veka in sodobnosti ter knjižnico.

## Osebnosti
- André Georges Corap, francoski general (1878-1953);